# Villa Mauresque
Ne pas confondre avec Villa La Mauresque ou la Villa mauresque de la Villa Chaptal.
Pour les articles homonymes, voir Villa mauresque (homonymie).
Pour plus de détails, voir Fiche technique et Distribution.
Villa Mauresque est un film franco-portugais réalisé par Patrick Mimouni, sorti en 1993.

## Synopsis
L’hôtel Villa Mauresque, un ancien palace à Lisbonne, sert de refuge à Vincent Stroeler, un jeune Suisse qui y fait office de gardien de nuit.
En réalité, il est malade. Stupéfait à l’idée de ce qui l’attend, il ne peut en parler que par métaphore, soumis ainsi à une espèce de tabou qui lui interdit de prononcer le nom de la maladie. 
Néanmoins Vincent retrouve peu à peu le goût de vivre en compagnie de Sandra, une cliente de l’hôtel qui tâche de s’en sortir en se prostituant dans des bars de luxe.
Toutefois la rencontre de Tiago Sena, un écrivain portugais également malade, et qui va mourir, les amènera à faire une expérience funeste, au terme de laquelle Sandra quittera Vincent.

## Fiche technique
- Scénario, adaptation, dialogues : Patrick Mimouni
- Image : Florent Montcouquiol
- Décors : Maria-José Branco
- Son : Rémy Attal, Gérard Rousseau
- Montage : Patrick Mimouni
- Musique : Zézé Barbosa, Marc Sommer
- Assistant à la réalisation : José-Maria Vaz da Silva
- Réalisation : Patrick Mimouni
- Producteur délégué : Paulo Branco
- Produit par Gemini films, Arte, Madragoa filmes, avec le concours du CNC
- Genre : drame
- Lieux, époque : Lisbonne, 1991
- Durée : 1 h 45
- Format : 35 mm couleur -1.66

- Sortie : juillet 1993 à Paris
- Visa n° 76 252

## Distribution
- Pascal Greggory : Vincent
- Arielle Dombasle : Sandra
- Luís Miguel Cintra : Tiago
- Olga Valery : Nella
- Rogerio Samora : Enrique
- Afonso de Melo : Miguel
- André Gomes : L’homme à la chemise bariolée

## Distinctions
- Prix du Long Métrage au festival de Belfort en 1992
- Prix du Public et prix d’interprétation masculine (à Pascal Greggory) aux Rencontres cinématographiques de Dunkerque en 1992.